# Trauerstab
Ein Trauerstab (auch: Florstab, Schwedisch Prestaff, baltendeutsch Pristaw oder Pristaff) war ein Bestandteil des mittel- und nordeuropäischen Begräbniszeremoniells. Er wurde, mit Trauerflor versehen, einem Trauerzug vorangetragen.

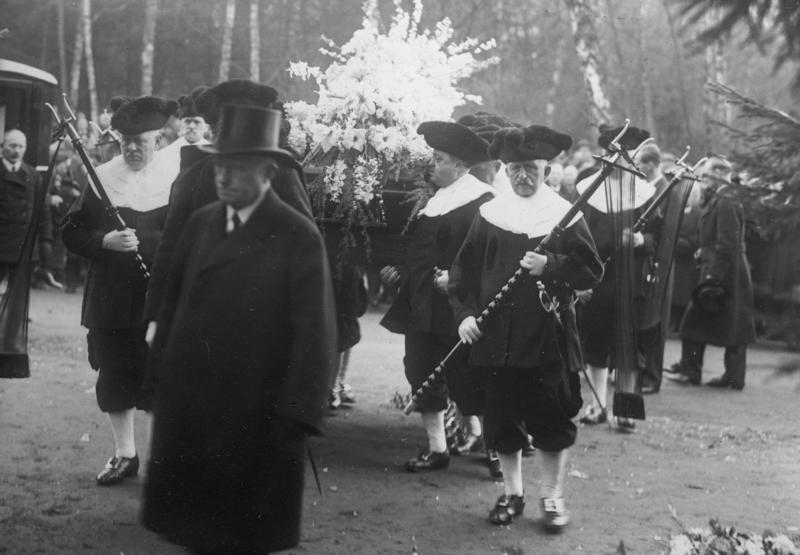
Reitendiener mit Trauerstäben bei der Beisetzung von Wilhelm Cuno auf dem Friedhof Ohlsdorf 1933

## Aussehen

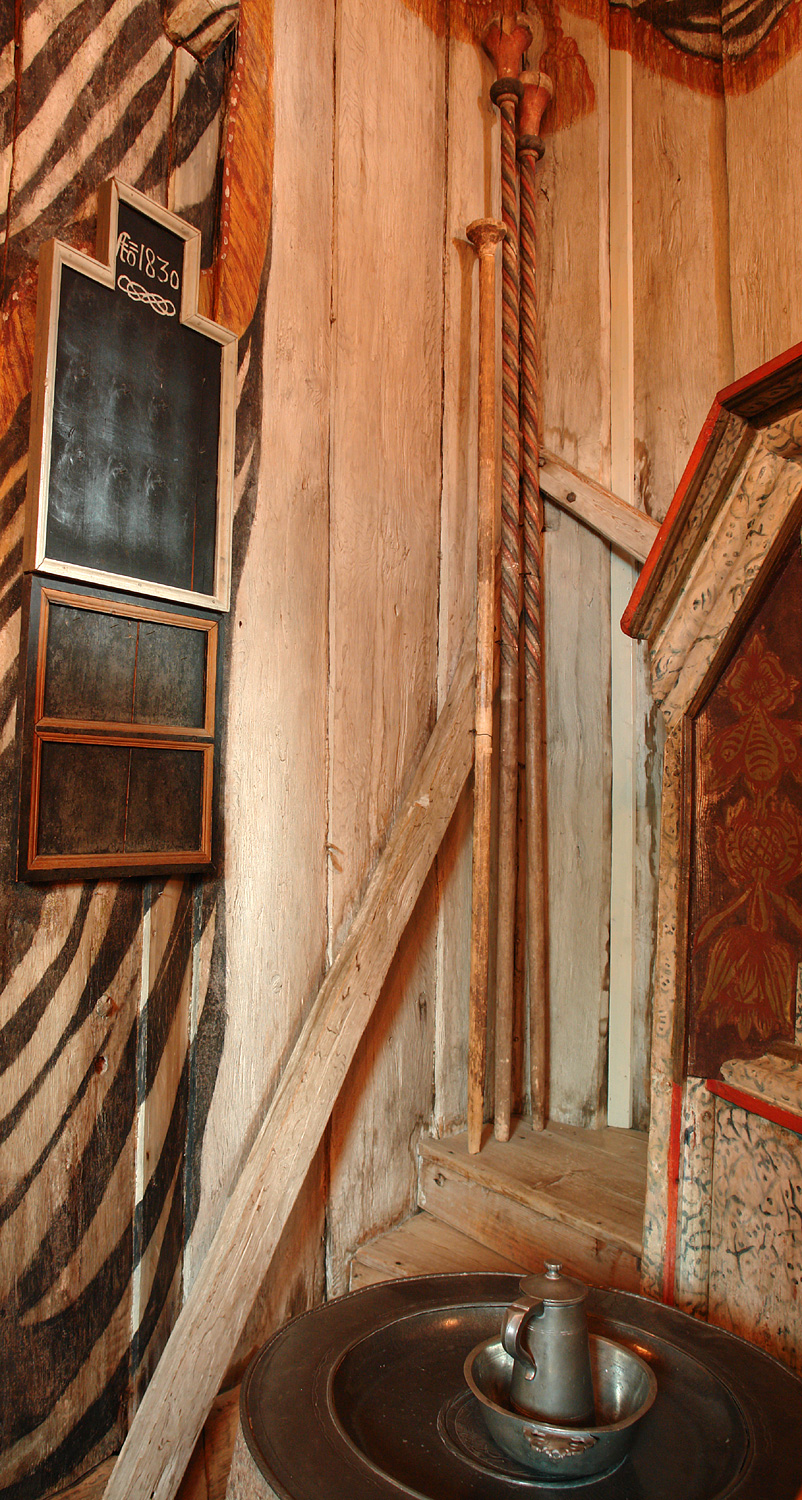
Zwei Florstäbe in der Stabkirche Hedared

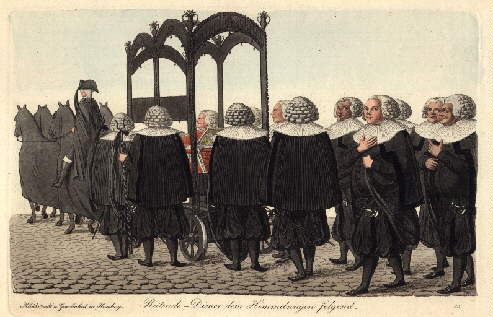
Trauerzug in Hamburg 1822; die Reitendiener neben dem Himmelwagen tragen Trauerstäbe

Trauerstäbe waren lange runde oder zylinderförmige hölzerne Stäbe. Sie waren oben mit einem geschnitzten oder gedrechselten Knopf versehen, an dem ein langer schwarzer Flor befestigt wurde. Gegen Ende des 18. Jahrhunderts waren sie in Deutschland weiß und ungefähr 6 Fuß lang und 1 1/4 Zoll im Durchschnitt in der Rundung breit, später schwarz und auch kürzer. In einigen Gegenden, so in Hamburg, erhielt der Trauerstab als oberen Abschluss statt des einfachen Knopfes eine zweizackige gabelförmige Spitze aus Messing und erinnerte so symbolisch an den Zweizack, das Attribut des Hades.

## Verwendung
Meist wurde nur ein Trauerstab von einem Stabträger dem Leichenzug vorangetragen. Im Laufe der Zeit kam es jedoch auch zu einer Verdoppelung oder Vervielfachung der Anzahl des Trauerstabs. So wurden sie bei prunkvollen Leichenbegängnissen von den Anführern getragen, die der Leiche paarweise vorangingen, oder folgten; aber auch von denen, die neben dem Leichenwagen zu beiden Seiten hergingen. Das Vorantragen des Trauerstabs war ein Zeichen für den Rang der Leiche; im Königreich Württemberg beispielsweise war er 1827 den königlichen Dienern und Beamten der vier oberen Rangstufen vorbehalten. Der Leichenzug der Königin Luise wurde 1810 bei seiner Ankunft in Berlin von 40 Männern, die in Trauermäntel gehüllt waren, und schwarze Trauerstäbe in der Hand hielten, empfangen.
Schon zu Beginn des 19. Jahrhunderts war der Brauch nur noch an einigen Orten üblich, hielt sich aber bei hochrangigen Begräbnissen bis ins 20. Jahrhundert.